# John Bentley (Schauspieler)
John Bentley (* 2. Dezember 1916 in Sparkhill, Birmingham; † 13. August 2009 in Petworth, Sussex) war ein britischer Schauspieler.

## Leben
Bentley war zunächst Bühnendarsteller und Radiosprecher (für Radio Luxemburg vor dem Zweiten Weltkrieg) und gelangte 1946 zum Film, wo er recht schnell in preisgünstigen Kriminal-Melodramen eingesetzt wurde – zunächst in einer Paul-Temple-Reihe, dann als The Toff in zwei Filmen. Gelegentlich erhielt er neben diesen Hauptrollen in B-Filmen auch Rollen in größeren Produktionen. 1958 erzielte er großen Erfolg mit der Fernsehserie African Patrol, in der er als Chief Inspector Paul Derek 38 mal ermittelte. 1960 sah man ihn auch in dem Schweizer Heimatfilm An heiligen Wassern in einer Nebenrolle.
Von 1965 bis 1977 spielte er in der erfolgreichen Fernseh-Soap Crossroads; danach kehrte er zur Bühnenarbeit zurück, bis er sich 1990 zurückzog.

## Filmografie (Auswahl)
- 1948: Wer ist Rex? (Calling Paul Temple)
- 1950: Das doppelte College (The Happiest Days of Your Life)
- 1950: Jagd auf "Z" (Paul Temple's Triumph)
- 1952: Paul Temple und der Fall Marquis (Paul Temple Returns)
- 1954: Die Jagd begann im Hafen (River Beat)
- 1955: In den Schlingen von Scotland Yard (Confession)
- 1956: Faustrecht in Kenia (Escape in the Sun)
- 1960: An heiligen Wassern
- 1961: The Sinister Man
- 1961: Sommer der Verfluchten (The Singer Not the Song)